# Łukowa (województwo małopolskie)
Łukowa – wieś w gminie Lisia Góra, w powiecie tarnowskim (woj. małopolskie).

## Położenie
Łukowa położona jest na małym wzniesieniu (259 m n.p.m.) w odległości około 10 km na północ od Tarnowa. Od wschodu sąsiaduje ze wsią Kobierzyn i Śmigno od południa ze Śmignem i Pawęzowem, od zachodu ze wsią Łęg Tarnowski i od północy z Laskówką Chorąską. Okolica jest pagórkowata, pocięta małymi wąwozami. Od strony zachodniej znajduje się rozległa dolina rzeki Dunajec, również od tej strony płynie Żabnica. Od północnej strony płynie potok Koźmiejówka. Przez wieś przebiega droga powiatowa w kierunkach Lisia Góra – Łęg Tarnowski.
W latach 1954–1959 wieś należała i była siedzibą władz gromady Łukowa, po jej zniesieniu w gromadzie Łęg Tarnowski. W latach 1975–1998 miejscowość administracyjnie należała do województwa tarnowskiego.
| SIMC    | Nazwa  | Rodzaj    |
| ------- | ------ | --------- |
| 0822481 | Polany | część wsi |

## Zabytki
Obiekty wpisane do rejestru zabytków nieruchomych województwa małopolskiego.
- Kościół pw. Matki Bożej Bolesnej;
- park miejski.

## Infrastruktura
- Szkoła podstawowa;
- przedszkole;
- OSP;
- klub sportowy Łukovia;
- kościół parafialny.

## Religia
W 1925 roku w Łukowej powstała rzymskokatolicka parafia Matki Bożej Bolesnej.